# 贝卢奥连蒂
贝卢奥连蒂是巴西米纳斯吉拉斯州的一个市镇。总面积336.012平方公里，总人口21369人，人口密度63.6人/平方公里。